# 大托帕利农村居民点
大托帕利农村居民点（俄语：Великотопальское сельское поселение）是俄罗斯联邦布良斯克州克林齐区所属的一个农村居民点。其下辖有12个居民点，行政中心为大托帕利。据2015年统计，该农村居民点的人口为1260人。